# Holmania chaetosiphon
Holmania chaetosiphon är en insektsart. Holmania chaetosiphon ingår i släktet Holmania och familjen långrörsbladlöss. Inga underarter finns listade i Catalogue of Life.